# Siskovics–Fischof-kúria
A Siskovics–Fischof-kúria a Bács-Kiskun vármegyei Bácsalmáson található. Jelenleg a Gyűjtemények Háza működik a falai közt, otthont adva a Helytörténeti Gyűjteménynek és a bácsalmási festőművész műveit bemutató Dulity Tibor Képtárnak.

## Története
Bácsalmás 1780-ig kincstári uradalom volt, ekkor korábbi, a határőrvidéken teljesített katonai szolgálataikért cserébe, a nemesi cím mellé adományként több család kapott itt birtokot, köztük a gödrei gróf Siskovics család. I. Ferenc király 1803-ban megerősítette az adományt és a Siskovics családdal leányágon rokon Gugánovics család kapta az almási birtokot és az almási előnevet. Gödrei és almási nemes Gugánovics Pál 1807. június 9-én Bécsben Ferenc király engedélyével felvette édesanyja (Siskovics Ágnes) és főnemesi rangú nagybátya (gróf Siskovics József) vezetéknevét. Így birtokba vehette a család gödrei és bácsalmási uradalmait. Fia Siskovics József Baranya vármegye alispánja, később Verőce vármegye főispánja kezdte meg az építkezéseket Almáson. Az ő fia volt Siskovics I. Tamás, Sásd, majd Almás országgyűlési képviselője. Az apja által építtetett szerényebb méretű lakot lebontatta és a helyére építtette fel eklektikus, klasszicizáló kúriáját. A stílus kiválasztására hatással lehetett a téren álló többi köznemesi kúria (Kovachich-kúria, Antonovits-kúria). Az építés idejét a fennmaradt források 1896-ra teszik, de ez valószínűleg csak egy rekonstrukció dátuma lehet, mert az épület minden bizonnyal korábban épülhetett. Siskovics II. Tamás 1913-ban bekövetkezett halálával kihalt a Siskovics és a Gugánovics család, így az épületet ügyvéd kollégája dr. Fischof Béla vásárolta meg, aki 1944-ig a kúria tulajdonosa maradt. 1950-től 1987-ig orvosi rendelő és lakás volt az épületben. Ekkor a város megvásárolta és 1987-88-ban teljesen felújította a kúriát, a korábban az épülethez épített oda nem illő szárnyakat lebontották. Az eredetileg téglalap alaprajzú épületnek egyetlen szervesen illeszkedő oldalszárnyát tartották meg. A felújítást követően nyílt meg az épületben a Gyűjtemények Háza, mely jelenleg az önkormányzati fenntartású Vörösmarty Mihály Városi Könyvtár és Közművelődési Intézmény alá tartozik. A gyűjtemények látogatása nyitvatartási időben vagy előre egyeztetett időpontban a szintén a téren található könyvtárban történő jelentkezés után lehetséges.

## Felépítése
Az eredetileg téglalap alaprajzú, később oldalszárnnyal bővített földszintes épület tér felőli 2+3+2 osztású főhomlokzatának közepén enyhén előreurgó vakolatkváderes rizalit található. A középrizalitot timpanon zárja le, melynek mezejében címerpajzsba írott ST monogram látható az építtető Siskovics I. Tamás után. Udvari homlokzata előtt faoszlopos, mellvédes tornác található, közepén falazott oszlopos, nyeregtetős, nyitott verandával. Említésre méltó még a földszinten az eredetileg fürdőszobaként funkcionáló helység eredeti állapotában fennmaradt süllyesztett medencéje és kovácsoltvas kályhája.